# Прогрессивное рабочее движение (Антигуа и Барбуда)
Прогрессивное рабочее движение (Прогрессивное лейбористское движение; англ. Progressive Labour Movement) — левоцентристская политическая партия в Антигуа и Барбуде, основанная в 1968 году. В 1992 году вошла в Объединённую прогрессивную партию.

## История
Прогрессивное рабочее движение было основано в 1968 году под руководством Джорджа Уолтера и Дональда Холстеда, вышедших из Профсоюза рабочих Антигуа (Antigua Workers Union), который был создан, в свою очередь, в 1967 году бывшими членами Антигуаского профсоюза трудящихся (Antigua Trades and Labour Union), связанного с Лейбористской партией Антигуа. На выборах 1971 года Прогрессивное рабочее движение получило 57,7% голосов и 13 из 17 мест в Палате представителей, когда впервые Лейбористская партия Антигуа проиграла выборы. Джордж Уолтер стал премьер-министром.
Серия коррупционных скандалов с участием министров ПРД, а также серьёзный экономический спад, вызванный нефтяным шоком, привели к падению поддержки партии. Тем не менее, на выборах 1976 года партия всё же получила наибольшее количество голосов. Однако, несмотря на это, партия получила только пять мест парламента, в то время как Лейбористская партия получила 11 мест.
На выборах 1980 года партия потеряла большую часть поддержки и получила только три места. В результате дальнейшего спада партия потеряла своё представительство в парламенте после выборов 1984 года, на которых за неё было подано только 356 голосов.
Прогрессивное рабочее движение не участвовало в выборах 1989 года, а в 1992 году стала одной из трёх оппозиционных партий, объединившихся в Объединённую прогрессивную партию.

## Участие в выборах
| Выборы | Лидер         | Голоса | %     | Мест     | +/-  | Позиция | Правительство |
| ------ | ------------- | ------ | ----- | -------- | ---- | ------- | ------------- |
| 1971   | Джордж Уолтер | 9 761  | 57,72 | 13 из 17 | ▲ 13 | ▲ 1     | Большинство   |
| 1976   | Джордж Уолтер | 12 268 | 49,87 | 5 из 17  | ▼ 8  | ▼ 2     | Оппозиция     |
| 1980   | Роберт Халл   | 8 654  | 39,26 | 3 из 17  | ▼ 2  | ▬ 2     | Оппозиция     |
| 1984   | Роберт Халл   | 356    | 1,86  | 0 из 17  | ▼ 3  | ▼ 3     | Оппозиция     |